# Le Grand Voyage (Auel)
Pour les articles homonymes, voir Le Grand Voyage.
Le Grand Voyage (titre original en anglais : The Plains of Passage) est le quatrième volume de la saga Les Enfants de la Terre, de la romancière américaine Jean M. Auel. Il est paru en 1990.
Étant donné sa longueur, ce volume a été coupé en deux tomes par certains éditeurs. Dans les éditions de poche en français, par exemple, la première partie a gardé le nom du volume originel (Le Grand Voyage), tandis que la deuxième moitié était nommée Le Retour d'Ayla.

## Résumé
Ayla et son compagnon Jondalar partent vers l'Ouest où se trouve le camp d'origine de Jondalar. Ils doivent faire vite pour franchir le grand glacier avant le redoux. Ayla éprouve toujours de l'angoisse à propos des réactions qu'elle suscitera vis-à-vis de son mode de vie et de ses compagnons animaux.
Ils sont retardés en route par un peuple cruel qui fait Jondalar prisonnier. Jondalar est libéré par Ayla et son loup apprivoisé, puis les voyageurs viennent en aide à des « Têtes plates », des Néandertaliens, violentés par des semblables d'Ayla et Jondalar. Celui-ci découvre que les « Têtes plates » sont des humains à part entière et dotés d'une culture élaborée. Ayla et Jondalar parviennent finalement au camp de départ de Jondalar.

## Cadre géographique
Partis d'Ukraine, Ayla et Jondalar touchent au delta du Danube. Ils remontent ensuite le fleuve, sur sa rive gauche depuis son embouchure jusqu'à pratiquement sa source. Ils font plusieurs haltes, notamment chez les Sharamudoi, probablement aux alentours de l'actuelle région des Portes de Fer (frontière serbo-roumaine), franchissent difficilement la Rivière-Sœur (la Tisza), puis sont contraints à un séjour chez les S'armunai au nord (en Slovaquie actuelle). Au-delà de la source du Danube, ils doivent franchir le grand glacier, entre Rhin et Forêt-Noire actuels, qui s'y étendait à l'époque. Ils gagnent enfin le but de leur voyage, la région actuelle du  Périgord, en passant par la vallée de la Saône et le Massif central où ils assistent à une éruption lointaine.